# Natsumi Tsunoda
Natsumi Tsunoda (角田 夏実, Tsunoda Natsumi), née le 6 août 1992, est une judokate japonaise, triple championne du monde de judo.

## Biographie
Elle remporte la médaille d'argent des championnats du monde des moins de 52 kg à Budapest, perdant sur ippon face à sa compatriote Ai Shishime,. Elle change de catégorie de poids en raison de la présence dominante en moins de 52 kg d'Uta Abe.
Elle est sacrée championne du monde dans la catégorie des moins de 48 kg aux Championnats du monde de judo 2021 à Budapest et conserve son titre en 2022 à Tachkent ainsi qu'en 2023 à Doha.
En 2024, elle fait ses débuts aux Jeux Olympiques âgée de 31 ans et 11 mois, ce qui est très tardif pour une judokate japonaise. Elle remporte la médaille d'or du tournoi de judo des moins de 48 kg des Jeux olympiques d'été de 2024 à Paris.

## Palmarès

### Compétitions internationales
| Année | Compétition           | Lieu     | Résultat | Catégorie         |
| ----- | --------------------- | -------- | -------- | ----------------- |
| 2017  | Championnats du monde | Budapest | 2e       | Moins de 52 kg    |
| 2018  | Jeux asiatiques       | Jakarta  | 1re      | Moins de 52 kg    |
| 2021  | Championnats du monde | Budapest | 1re      | Moins de 48 kg    |
| 2022  | Championnats du monde | Tachkent | 1re      | Moins de 48 kg    |
| 2023  | Championnats du monde | Doha     | 1re      | Moins de 48 kg    |
| 2023  | Jeux asiatiques       | Hangzhou | 1re      | Moins de 48 kg    |
| 2024  | Jeux olympiques       | Paris    | 1re      | Moins de 48 kg    |
| 2024  | Jeux olympiques       | Paris    | 2e       | Par équipes mixte |

### Masters, Tournois Grand Chelem et Grand Prix
| Année | Compétition     | Lieu        | Résultat | Catégorie      |
| ----- | --------------- | ----------- | -------- | -------------- |
| 2016  | Grand Chelem    | Tokyo       | 1re      | Moins de 52 kg |
| 2017  | Grand Chelem    | Paris       | 2e       | Moins de 52 kg |
| 2018  | Grand Prix      | Budapest    | 1re      | Moins de 52 kg |
| 2018  | Grand Chelem    | Osaka       | 2e       | Moins de 52 kg |
| 2018  | Masters mondial | Guangzhou   | 1re      | Moins de 52 kg |
| 2019  | Grand Chelem    | Paris       | 2e       | Moins de 52 kg |
| 2019  | Grand Prix      | Zagreb      | 1re      | Moins de 52 kg |
| 2019  | Grand Chelem    | Brasilia    | 3e       | Moins de 52 kg |
| 2020  | Grand Chelem    | Osaka       | 2e       | Moins de 48 kg |
| 2020  | Grand Prix      | Tel Aviv    | 1re      | Moins de 48 kg |
| 2021  | Grand Chelem    | Tachkent    | 2e       | Moins de 48 kg |
| 2022  | Grand Chelem    | Paris       | 1re      | Moins de 48 kg |
| 2022  | Grand Chelem    | Oulan-Bator | 1re      | Moins de 48 kg |
| 2022  | Grand Chelem    | Tokyo       | 3e       | Moins de 48 kg |
| 2023  | Grand Chelem    | Tokyo       | 1re      | Moins de 48 kg |
| 2024  | Grand Chelem    | Antalya     | 1re      | Moins de 48 kg |